# Синнамари
Синнамари (фр. Sinnamary) — коммуна во Французской Гвиане, заморском департаменте Франции, расположена в 112 км от столицы Кайенны и в 63 км от космодрома в Куру.
Основана в 1770 году. Название Синнамари происходит от латинского выражения «Nihil Sine Maria» — «Ничего без Марии» (фр. Rien sans Marie), свидетельствующее об особом почитании Пресвятой Девы Марии основателями коммуны.

## География
Синнамари граничит на востоке с коммуной Куру, на юге с коммуной Сен-Эли, на западе с коммуной Иракубо, на севере с Атлантическим океаном.
По территории коммуны протекает река Синнамари (260 км), занимающая пятое место по длине среди рек во Французской Гвиане. Это также самая глубокая река в департаменте. Она берёт начало в горах к северу от Саюля. На границе с коммуной Сен-Эли возвышается гора Плом (355 м) и расположено большое искусственное озеро, созданное плотиной Пети-Со. На востоке находится бухта Мальманури.
Тип климата экваториальный с очень высокой влажностью.

## История
Изначально на территории коммуны находилось поселение местных индейцев. В 2003 году во время археологических раскопок здесь было обнаружено два важных поселения аборигенов.
Первые европейские колонисты прибыли сюда около 1770 года. Во время Великой Французской революции, после переворота 18 фрюктидора V года (4 сентября 1797 года) в Синнамари были сосланы термидорианцы. В первой группе находились Франсуа Бартелеми, Франсуа Барбе-Марбуа, Андре-Даниэль Лаффон де Ладеба, Гийом Александр Тронсон, Жан-Шарль Пишегрю, Андре-Шарль Бротье, Антуан-Виктор-Огюстен д’Обержон, Жозеф Ровер, Виктор-Амеде Вилло, Франсуа Обри, Жан-Пьер Рамель, Шарль Онорен Бертелело де Ла Вильёнуа, Исаак Деларю и Франсуа Бурдон де Уаз. Две следующих группы сосланных прибыли в Синнамари в 1798 году. Из 312 изгнанников большинство составляли священники и журналисты. Из 328 депортированных в коммуну, 180 погибли на месте в течение нескольких месяцев после прибытия.
В 1850 году в Синнамари были открыты месторождения золота и сюда переехало много старателей. В 1933 году здесь действовала тюрьма для заключенных из Французского Индокитая. В 1956 году на средства государства был построен мост Мадам де Ментенон, соединивший два берега реки Синнамари. 21 октября 2011 года на территории коммуны была открыта площадка для пуска российских ракет «Союз-2».

## Население
На 2018 год численность населения коммуны составляла около 3 000 человек. По этническому составу это, прежде всего, креолы.
| Год  | Численность | Численность |
| ---- | ----------- | ----------- |
| 1990 | 3431        | [ 4 ]       |
| 1999 | 2783        | [ 4 ]       |
| 2006 | 3069        | [ 4 ]       |
| 2011 | 3165        | [ 4 ]       |
| 2013 | 3011        |             |
| 2015 | 2957        | [ 5 ]       |
| 2016 | 2943        | [ 4 ]       |
| 2017 | 2919        | [ 6 ]       |
| 2018 | 2895        | [ 7 ]       |
| 2019 | 2875        | [ 8 ]       |
| 2020 | 2855        | [ 9 ]       |
| 2021 | 2830        | [ 10 ]      |
| 2022 | 2801        | [ 1 ]       |

## Экономика
В коммуне развито сельское хозяйство. На её территории находится космическая пусковая площадка. Другой доходной статьёй местного бюджета является эксплуатация плотины Пети-Со. 

## Культура
Особое внимание в коммуне уделяется спорту. Здесь находится стадион имени Поля Кле, действуют два футбольных клуба — «Синнамари» и «Короссони» и велоклуб «VCS».
Известной местной достопримечательностью является церковь Богоматери Скорбящей, построенная в 1937 году на месте древней церкви XVIII века. Храм расположен при въезде в город и привлекает туристов своей оригинальной архитектурой.

## Известные уроженцы и жители
- Анри Сальвадор (1917—2008), певец и композитор.
- Жан-Клод Даршевиль (род. 1975), футболист.